# حمرة (ذي السفال)

تعديل مصدري - تعديل

حمرة هي إحدى قرى عزلة شوائط بمديرية ذي السفال التابعة لمحافظة إب، بلغ تعداد سكانها 334 نسمة حسب تعداد اليمن لعام 2004.